# Luca Giaroni
Luca Giaroni (Lodi, 21 ottobre 1972) è un ex hockeista su pista e allenatore di hockey su pista italiano.

## Carriera
Dopo una lunga militanza nel settore tecnico dell’Amatori Lodi, nel luglio 2023 Giaroni decide di accettare la proposta del Seregno Hockey 2012 per allenare i brianzoli in Serie A2.